# FFS Solea
Le FFS Solea est un navire de recherche halieutique  (FFS, en allemand : Fischereiforschungsschiff) du Ministère fédéral de l'Agriculture (Allemagne). Le gestionnaire nautique est
l'Agence fédérale de l'agriculture et de l'alimentation (Bundesanstalt für Landwirtschaft und Ernährung BLE). Le navire est avant tout disponible pour l’ Institut Johann Heinrich von Thünen.

## Historique
Le navire a été construit en 2003/2004  par le chantier naval Fassmer à Berne. La coque a été livrée par un chantier naval polonais, la pose de la quille a été réalisée le 20 avril et le lancement le 12 juillet 2003. Le navire a été achevé le 28 mai 2004 et livré au ministère fédéral de l’agriculture le 12 juin 2004.
Le navire est basé à Cuxhaven. Les domaines d'application sont notamment la mer du Nord et la mer Baltique, mais également les eaux britanniques et une partie des eaux côtières norvégiennes. La tâche du navire est de déterminer la taille des stocks de poisson et de déterminer les captures admissibles. En outre, il étudie les modifications du milieu marin et de la teneur en polluants en mer et de la mise au point des techniques de pêche respectueuses de l'environnement et économes en énergie.
Le navire de recherche halieutique (en allemand Fischereiforschungsschiff FFS) Solea remplace le navire de recherche halieutique du même nom Solea (de), utilisé depuis 1974 .

## Données techniques
La propulsion du navire est diesel-électrique. Le moteur d'entraînement est un moteur électrique de la société LLoyd Dynamowerke d'une puissance de 950 kW qui agit sur une hélice fixe. Le navire atteint une vitesse de 12.5 noeuds. Il dispose aussi d'un propulseur d'étrave d'une puissance de 300 kW (400 cv).
Le navire dispose de trois laboratoires : un laboratoire humide (pour le poisson), dans lequel toute la capture est évaluée scientifiquement, un laboratoire de chimie dans lequel Les échantillons d'eau peuvent être analysés ainsi que d'autres analyses d'échantillons de poisson et des investigations biochimiques, ainsi que deux laboratoires secs, qui servent notamment à la collecte et à l'évaluation des données collectées. Le navire est équipé pour le chalutage de fond, le chalutage à la perche, la pêche pélagique et la pêche au plancton. Le navire passe en moyenne 300 jours par an en mer. Il est conçu pour des missions jusqu'à trois semaines.
Solea est le plus silencieux des trois autres navires allemands. Les émissions sonores sous-marines sont conformes aux spécifications du Conseil international pour l'exploration de la mer (selon la norme ICR CRR 209). Il est donc particulièrement adapté aux inventaires acoustiques. Il porte le nom de la sole commune.

## Galerie

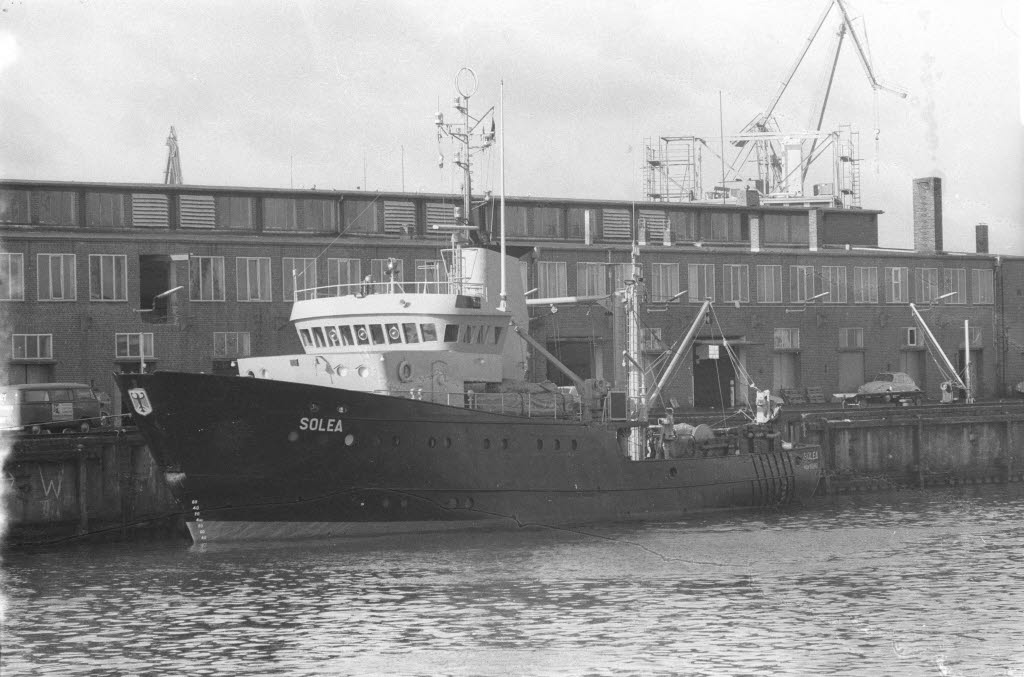
Solea de 1974
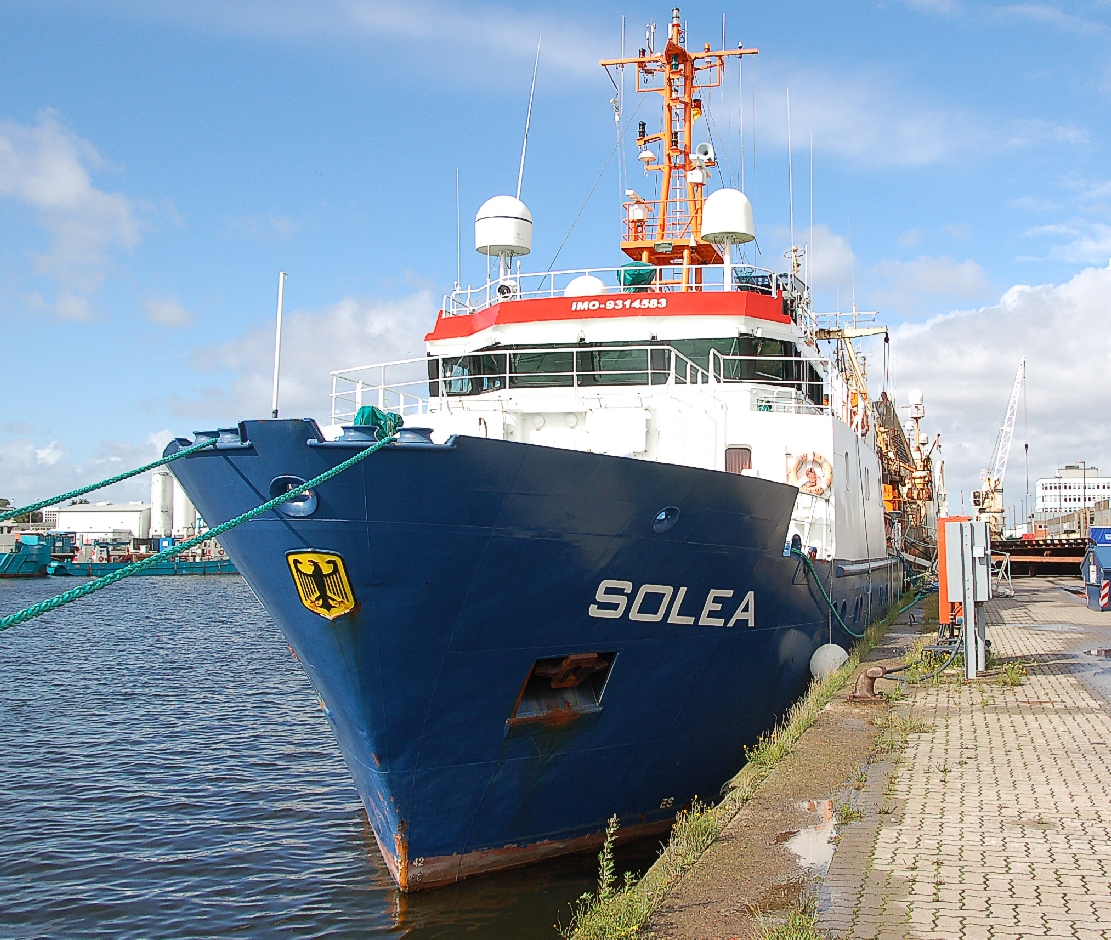
FFS Solea
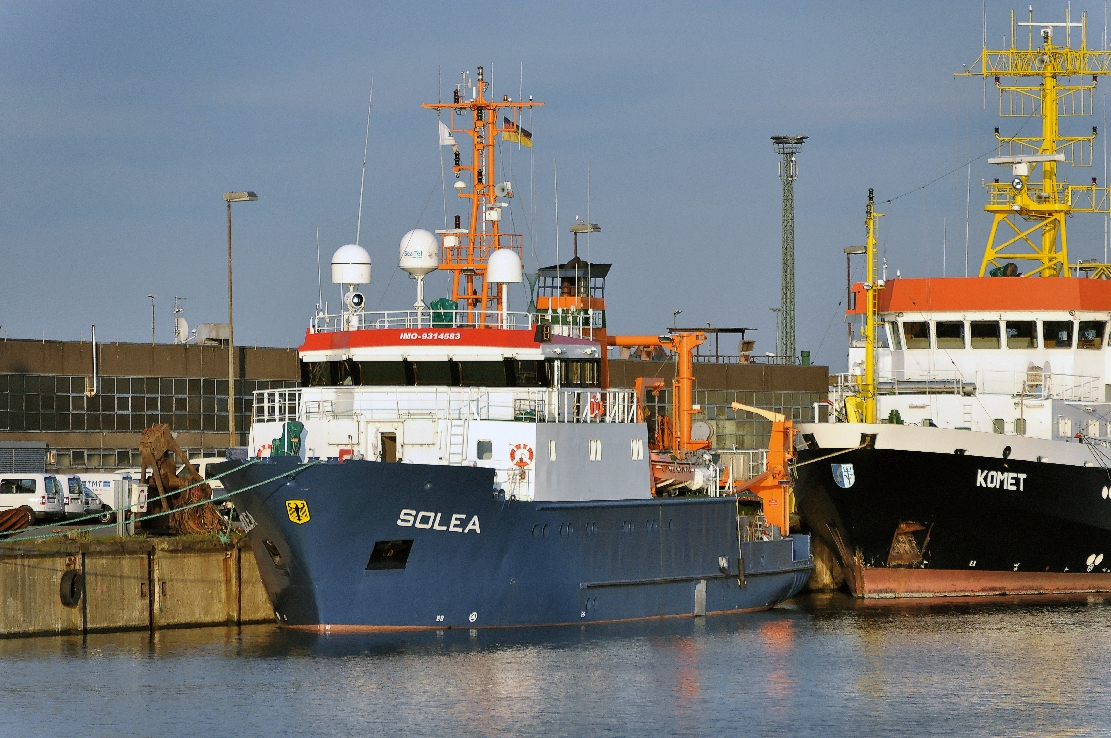
FFS Solea
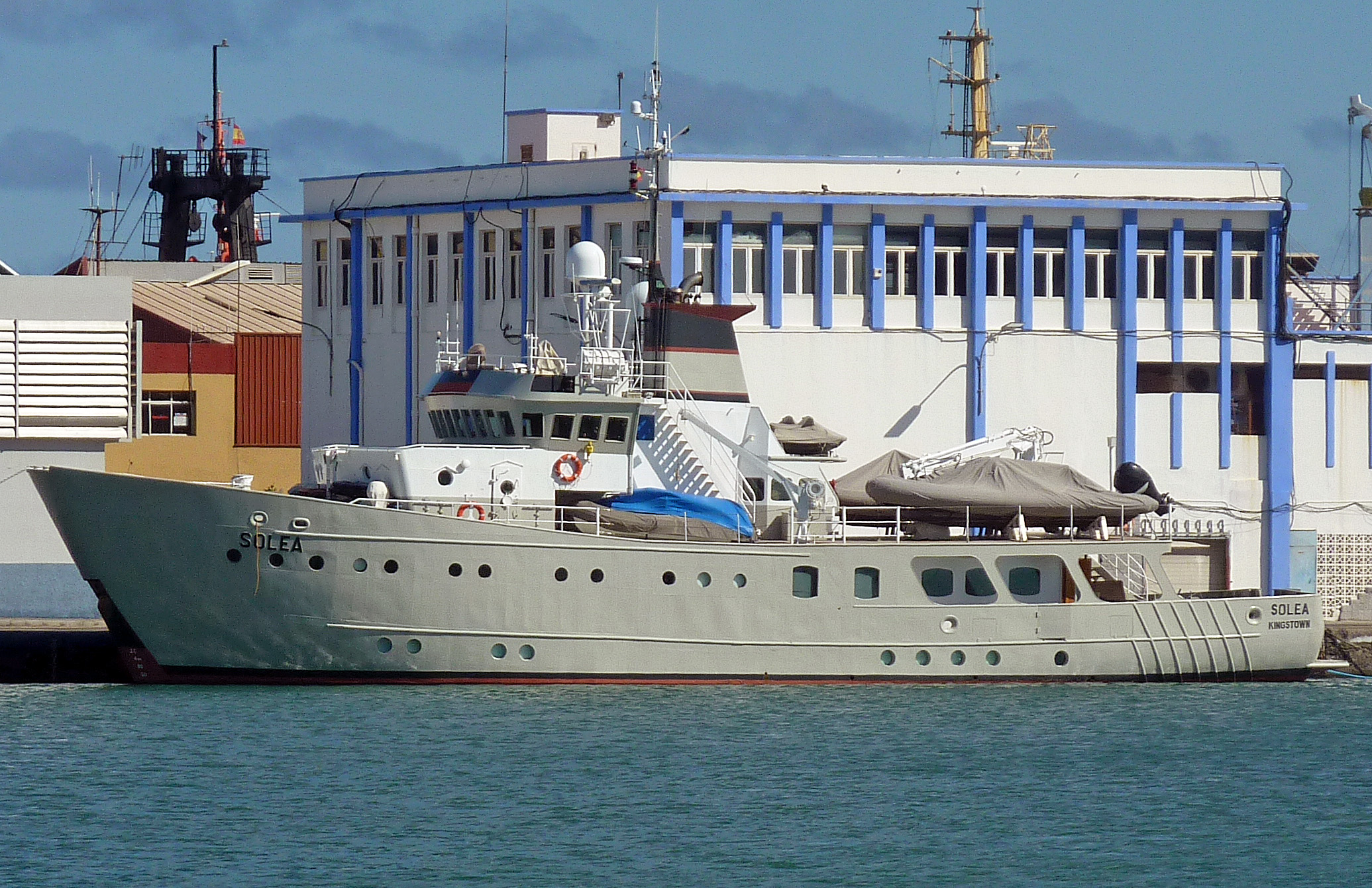
Solea after reconstruction 2005 into a yacht

### Note et référence
1. ↑  Thünen Institut

- (de) Cet article est partiellement ou en totalité issu de l’article de Wikipédia en allemand intitulé « Solea (Schiff, 2004) » (voir la liste des auteurs).